# Julius von Dresky und Merzdorf
Julius Emil Friedrich Wilhelm Karl Albert von Dresky und Merzdorf (* 5. Mai 1818 in Wesel; † 29. März 1899 in Berlin-Schöneberg) war ein preußischer General der Artillerie.

## Leben

### Herkunft
Julius war ein Sohn des preußischen Majors a. D. Ferdinand von Dresky und Merzdorf (1785–1836) und dessen Ehefrau Friederike, geborene von Conring (1795–1830), eine Tochter des Regierungsrats Hermann Justus von Conring. Seine Schwester Friederike (1821–1878) war mit dem Notar Adolf Gritzner (1810–1859) verheiratet und wurde Mutter des Heraldikers Maximilian Gritzner.

### Werdegang
Nach dem Besuch der Kadettenhäuser in Potsdam und Berlin wurde Dresky am 18. August 1836 als Sekondeleutnant der Garde-Artilleriebrigade der Preußischen Armee aggregiert. Ab Ende September 1837 war er auf ein Jahr zur weiteren Ausbildungs an die Vereinigte Artillerie- und Ingenieurschule kommandiert, wurde im Anschluss zum Artillerieoffizier mit Patent vom 7. November 1836 ernannt und am 30. April 1839 über dem Etat einrangiert. Er wurde am 6. Februar 1841 zum Feuerwerksleutnant ernannt und ad Interim in die II. Fußabteilung abkommandiert. Am 30. Oktober 1842 wurde er von diesem Kommando entbunden und kehrte in sein Regiment zurück. Während der Märzrevolution von 1848 nahm er an den Straßenkämpfen in Berlin teil. Am 4. November 1848 wurde er unter Vorbehalt entlassen.
Am 10. November 1849 kam er zur Artillerie des 1. Aufgebots des 1. Bataillons des 2. Garde-Landwehr-Regiments. Dort wurde er am 12. Februar 1850 zum Premierleutnant befördert und am 17. Mai 1850 in das Garde-Artillerie-Regiment abkommandiert. Dort erhielt er am 12. November 1850 zunächst eine Stelle als außeretatsmäßiger Premierleutnant und wurde am 30. Juni 1852 auch etatsmäßig in das Regiment einrangiert. Dressky avancierte Mitte Juni 1853 zum Hauptmann und am 1. Januar 1855 zum Batteriechef. Am 16. April 1861 wurde er mit dem Ritterkreuz I. Klasse des Verdienstordens vom Heiligen Michael ausgezeichnet. Anschließend wurde er am 9. Februar 1863 in den Vorstand des Artilleriedepots in Berlin kommandiert und dort am 17. März 1863 zum Major befördert. Unter Belassung seiner Stellung kehrte er am 7. Juli 1864 wieder in das Garde-Artillerieregiment zurück. Aber am 10. Mai 1865 wurde er Adjutant der Generalinspektion der Artillerie, dazu wurde er à la suite des Garde-Artillerieregiments gestellt. Während des Deutschen Krieges von 1866 diente er im Großen Hauptquartier. Anschließend kommandierte er ab dem 7. September 1866 die II. Abteilung des Garde-Artillerieregiments und wurde außerdem zum Mitglied der Studienkommission der Artillerie- und Ingenieurschule ernannt. Am 20. Dezember 1866 wurde er auch Mitglied der Prüfungskommission für Premier-Lieutenants der Artillerie, außerdem erhielt er am 31. Dezember 1866 das Patent zum Oberstleutnant rückwirkend zum 30. Oktober 1866.
Als solcher wurde er am 21. April 1868 zur Vertretung des Direktors in die Artillerie- und Ingenieurschule abkommandiert. Am 24. August 1868 wurde er dort zum Direktor ernannt und dazu à la suite des Garde-Feld-Artillerieregiments gestellt. Am 18. Juni 1869 erhielt er die Beförderung zum Oberst.
Während der Mobilmachung zum Deutsch-Französischen Krieg wurde er am 21. Juli 1870 zum Kommandeur des Feldartillerie-Regiments Nr. 3 ernannt. Er kämpfte bei Spichern, Vionville, Gravelotte, Noisseville, Beaune-la-Rolande, Le-Mans sowie bei der Belagerung von Metz. Ferner nahm er an den Gefechten von Change, Woippy, Montbarrais, Bais Comunum, Chilleurs aux Bois, Thery, Vaumainbert, Gien, Azay und Mazange teil. Ausgezeichnet mit beiden Klassen des Eisernen Kreuzes kehrte Dresky am 25. März 1871 in seine Friedensstellung zurück.
Unter Stellung à la suite seines Regiments beauftragte man ihn am 5. März 1872 mit der Führung der Garde-Artillerie-Brigade. Am 22. März 1872 wurde er mit dem Orden Pour le Mérite ausgezeichnet und am 26. Oktober 1872 zum Brigadekommandeur ernannt. Außerdem wurde er am 2. September 1873 zum Generalmajor befördert. Am 22. September 1877 kam er als Inspekteur zur 1. Fußartillerie-Inspektion und am 27. März 1879 in gleicher Funktion zur 4. Feldartillerie-Inspektion. In dieser Stellung stieg Dresky am 1. November 1879 zum Generalleutnant auf und wurde am 6. November 1879 Inspekteur der 2. Feldartillerie-Inspektion. Zugleich war er ab Mitte Dezember 1879 auch als Präses der Prüfungskommission für Hauptleute und Premierleutnants der Artillerie tätig, bis er am 8. März 1884 unter Verleihung des Roter Adlerordens I. Klasse mit Eichenlaub und mit Pension zur Disposition gestellt wurde. Anlässlich des 25. Jahrestages der Schlacht bei Vionville würdigte ihn Kaiser Wilhelm II. am 16. August 1895 durch die Verleihung des Charakters als General der Artillerie.
Er starb am 29. März 1899 in Berlin-Schöneberg.

### Familie
Dresky heiratete am 20. Mai 1846 in Berlin Philippine Charlotte Jacob (1826–1902), eine Tochter des Rentiers Philipp Jacob.